# Cabiros
Cabiros (em grego clássico: Κάβειροι, transl. Kabeiroi), são, na mitologia grega, os gênios benfeitores que habitavam a ilha de Lemnos, onde foram ajudantes de Hefesto.
Enquanto alguns dão-nos como provável filho do próprio Hefesto, outras aventam uma filiação com Hades.
Adorados na Samotrácia, são alvo dos chamados Mistérios dos Cabiros, que se juntavam aos Mistérios de Elêusis e outros da religião grega antiga.